# Agripa (astronom)
Agripa [agrípa] (starogrško Αγρίππα: Agríppa) starogrški astronom, * okoli 40, † 110.

## Življenje in delo
Agripa je bil Menelajev sodobnik. Edina znana stvar o njem je njegovo opazovanje leta 92, ki ga je navedel Ptolemaj (Almagest, VII, 3). Ptolemaj je zapisal, da je v dvanajstem letu vladanja Domicijana na sedmi dan bitinijskega meseca Metrousa Agripa opazoval okultacijo dela Plejad z najjužnejšim delom Lune. Cilj Agripovega opazovanja je bilo verjetno preverjanje precesije enakonočij, ki jo je odkril 222 let pred tem Hiparh.
Morda je deloval v Mali Aziji ali pa celo v Aleksandriji, kot Menelaj.

## Priznanja

### Poimenovanja
Po Agripu se imenuje krater Agripa na Luni.